# Licet iuris
Licet iuris ist ein nach seinen Anfangsworten benanntes Mandat des römisch-deutschen Kaisers Ludwig IV., das dieser am 6. August 1338 auf einem Reichstag in Frankfurt am Main erließ. Das Mandat war eine Reaktion auf die Beschlüsse des Kurverein von Rhense, die die Bekräftigung des Mehrheitsprinzips und die Zurückweisung des päpstlichen Approbationsanspruches bei der deutschen Königswahl zum Inhalt hatten.
Licet iuris erklärte nun darüber hinaus, dass der von den Kurfürsten Gewählte als römisch-deutscher Kaiser (nicht König) zu betrachten sei, die deutsche Königswahl alleine legitimiere also den Anspruch auf das Kaisertum, das unmittelbar von Gott sei. Sprachlich ist das Gesetz an den Codex Iustinianus angelehnt und rezipiert damit auch spätantikes Rechtsgut.
Der rechtliche Gehalt von licet iuris ist in der Wissenschaft umstritten. Es wurde angenommen, dass Ludwig IV. damit seine Auffassung eines Weltkaisertums bekannt habe und er den Kaisertitel tatsächlich allein auf die Königswahl stützen wollte. Andere vertreten die Ansicht, dass licet iuris unausgesprochen davon ausgeht, dass mit der Wahl der König auch ohne Kaiserkrönung bereits alle Reichsrechte ausüben dürfe, der Kaisertitel selbst aber erst durch die Krönung durch den Papst legitimiert wird. Jedenfalls knüpfte Ludwig an die Kaiseridee seines Vorgängers Heinrich VII. an, da dieser  ebenfalls von der These ausging, der Kaiser sei im weltlichen Bereich unabhängig von der Einflussnahme des Papstes.
Gleichzeitig mit licet iuris wurde das Mandat fidem catholicam publiziert, in dem die Rechtsauffassungen genauer erörtert wurden. Ludwig IV. konnte mit beiden Mandaten keinen unmittelbaren politischen Erfolg verbuchen, sie übten jedoch großen Einfluss auf mehrere große Staatsschriften des späten Mittelalters aus. Das in licet iuris vertretene Prinzip der Mehrheitswahl wurde 1356 endgültig in der Goldenen Bulle Karls IV. festgelegt.